# Eritrejsko-etiopská válka
Eritrejsko-etiopská válka (nezaměňovat s eritrejskou válkou za nezávislost v letech 1961–1991), která probíhala v letech 1998 až 2000, představovala gradaci pohraničních sporů mezi Eritreou a Etiopií. Zahájil ji vpád etiopských jednotek do hlavní sporné oblasti okolo města Badme (6. května 1998). Po vojenské stránce v této válce jasně zvítězila Etiopie, která obsadila sporná teritoria a postupovala dále do nitra Eritreje.
Válku ukončila alžírská mírová smlouva z prosince 2000, na jejímž základě byla ustanovena nezávislá pohraniční komise pod patronátem OSN. Ta sice v roce 2002 prohlásila oblast okolo Badme za součást Eritreje, ovšem Etiopie oblast stále okupuje. Dne 9. července 2018 ale Eritrea i Etiopie uzavřely mírovou dohodu, čímž ukončily tuto válku.